# Асоціація національних олімпійських комітетів
Асоціація національних олімпійських комітетів (АНОК) — міжнародна організація, що об'єднує на даний момент (2012 рік) 204 національних олімпійських комітети (НОК), визнаних Міжнародним олімпійським комітетом (МОК). Підрозділяється на 5 континентальних асоціацій
- Асоціація національних олімпійських комітетів Африки (АНОК)
- Панамериканська спортивна організація (ПАСО)
- Олімпійське консульство Азії (ОКА)
- Європейські олімпійські комітети (ЕОК)
- Національні олімпійські комітети Океанії (НОКО)